# 第10屆香港電影金像獎
第10屆香港電影金像獎（英語：10th Hong Kong Film Awards）由香港影業協會、电影双周刊、香港電影導演會主办，香港电影制片协会、香港戏院商会协办，本届金像奖开始采用香港艺术家联盟设计的女神像奖座，颁奖典礼于1991年4月21日在香港文化中心大剧院举行，由電視廣播有限公司製作，陳欣健和梅艷芳擔任大會司儀。

## 评选机制
本届金像奖评选分两轮进行：第一轮广邀电影从业人员和影评人投票，第二轮由导演(15人)、演员(4人)、编剧(5人)、摄影(6人)、剪接(6人)、美术指导(5人)、动作指导(4人)、音乐(4人)、影评人(11人)共60人组成的评选团投票评出各个奖项的获奖者。

## 提名及獲獎名單

### 十大華語片
1. 《阿飛正傳》
2. 《愛在別鄉的季節》
3. 《廟街皇后》
4. 《笑傲江湖》
5. 《人在紐約》
6. 《古今大戰秦俑情》
7. 《喋血街頭》
8. / 《客途秋恨》
9. / 《滾滾紅塵》
10. 《菊豆》

### 十大外語片
1. 《暴雨驕陽》
2. 《90男歡女愛》
3. 《盜亦有道》
4. 《人鬼情未了》
5. 《風月俏佳人》
6. 《山水喜相逢》
7. 《大鼻子情聖》
8. 《星光伴我心》
9. 《東京物語》
10. / 《無悔今生》

## 表演環節
- 司儀梅艷芳、陳欣健演唱《明星》。
- 葉倩文演唱“最佳電影歌曲”候選《焚心似火》。
- 張學友演唱“最佳電影歌曲”候選《滄海一聲笑》。
- 袁凤瑛演唱“最佳電影歌曲”候選《天若有情》。

## 獎項統計
| 數目 | 電影名稱                                           |
| 獲獎 |                                                    |
| 5    | 阿飛正傳                                           |
| 3    | 廟街皇后                                           |
| 2    | 笑傲江湖                                           |
| 1    | 表姐，你好嘢！、天若有情、喋血街頭、秦俑、川島芳子 |
| 提名 |                                                    |
| 9    | 阿飛正傳、爱在别乡的季节                           |
| 8    | 秦俑、滾滾紅塵                                     |
| 7    | 笑傲江湖                                           |
| 5    | 廟街皇后                                           |
| 4    | 喋血街頭、天若有情                                 |
| 3    | 客途秋恨、倩女幽魂II人間道、川島芳子               |
| 2    | 賭聖                                               |
| 1    | 新半斤八兩、表姐，你好嘢！、蠱惑大律師、紅場飛龍   |

### 金像獎電影
| 電影           | 獎項                                                   |
| -------------- | ------------------------------------------------------ |
| 阿飛正傳       | 最佳電影、最佳導演、最佳男主角、最佳攝影、最佳美術指導 |
| 廟街皇后       | 最佳編劇、最佳女配角、最佳新演員                       |
| 表姐，你好嘢！ | 最佳女主角                                             |
| 天若有情       | 最佳男配角                                             |
| 喋血街頭       | 最佳剪接                                               |
| 笑傲江湖       | 最佳動作指導、最佳電影歌曲                             |
| 秦俑           | 最佳電影配樂                                           |

## 媒體播放
- 现场直播：無綫電視翡翠台、香港电台第二台（20:15 - 22:20）

## 记事
- 由于组织、宣传工作的不足，导致第一轮投票人数太少，第二轮投票时少数评委弃权。
- 本届颁奖典礼上提名人出席率低，甚至最佳男、女主角和最佳男配角都缺席，这是历届均未发生过的情况。
- 在颁奖典礼前一度传出得奖名单外泄，更指最佳女主角为刘嘉玲，而最终得奖者为缺席的郑裕玲。2020年，張堅庭接受《香港01》訪問時才揭露「缺席」真相，她擔心自己會輸給好友丟架，《阿飛正傳》劉嘉玲。

## 外部連結
- 第十屆香港電影金像獎得獎名單新版 （页面存档备份，存于）
- 第十屆香港電影金像獎得獎名單舊版 （页面存档备份，存于）